# Лез-Ессар (Ер)
Лез-Есса́р (фр. Les Essarts) — колишній муніципалітет у Франції, у регіоні Нормандія, департамент Ер. Населення — 408 осіб (2011).
Муніципалітет був розташований на відстані близько 100 км на захід від Парижа, 65 км на південь від Руана, 20 км на південний захід від Евре.

## Історія
До 2015 року муніципалітет перебував у складі регіону Верхня Нормандія. Від 1 січня 2016 року належав до нового об'єднаного регіону Нормандія.
1 січня 2016 року Лез-Ессар, Шантлу, Ле-Шен i Сен-Дені-дю-Беелан було об'єднано в новий муніципалітет Марбуа.

## Демографія
Динаміка населення (INSEE ):
Розподіл населення за віком та статтю (2006):
| Стать | Всього | До 15 років | 15-24 | 25-44 | 45-64 | 65-85 | Понад 85 |
| --- | ------ | ----------- | ----- | ----- | ----- | ----- | -------- |
| Чоловіки | 170    | 39          | 8     | 75    | 36    | 12    | 0        |
| Жінки | 181    | 38          | 20    | 59    | 44    | 20    | 0        |
| \| Статево-вікова піраміда \| Статево-вікова піраміда \| Статево-вікова піраміда \| \| ----------------------- \| ----------------------- \| ----------------------- \| \| Чоловіки \| Вік \| Жінки \| \| 0 \| 85 + \| 0 \| \| 0 \| 80-84 \| 4 \| \| 8 \| 75-79 \| 4 \| \| 0 \| 70-74 \| 4 \| \| 4 \| 65-69 \| 8 \| \| 8 \| 60-64 \| 8 \| \| 12 \| 55-59 \| 16 \| \| 12 \| 50-54 \| 12 \| \| 4 \| 45-49 \| 8 \| \| 16 \| 40-44 \| 12 \| \| 12 \| 35-39 \| 8 \| \| 31 \| 30-34 \| 8 \| \| 16 \| 25-29 \| 31 \| \| 4 \| 20-24 \| 12 \| \| 4 \| 15-20 \| 8 \| \| 8 \| 10-14 \| 19 \| \| 8 \| 5-9 \| 0 \| \| 23 \| 0-4 \| 19 \| |        |             |       |       |       |       |          |
| Статево-вікова піраміда |        |             |       |       |       |       |          |
| Чоловіки | Вік    | Жінки       |       |       |       |       |          |
| 0 | 85 +   | 0           |       |       |       |       |          |
| 0 | 80-84  | 4           |       |       |       |       |          |
| 8 | 75-79  | 4           |       |       |       |       |          |
| 0 | 70-74  | 4           |       |       |       |       |          |
| 4 | 65-69  | 8           |       |       |       |       |          |
| 8 | 60-64  | 8           |       |       |       |       |          |
| 12 | 55-59  | 16          |       |       |       |       |          |
| 12 | 50-54  | 12          |       |       |       |       |          |
| 4 | 45-49  | 8           |       |       |       |       |          |
| 16 | 40-44  | 12          |       |       |       |       |          |
| 12 | 35-39  | 8           |       |       |       |       |          |
| 31 | 30-34  | 8           |       |       |       |       |          |
| 16 | 25-29  | 31          |       |       |       |       |          |
| 4 | 20-24  | 12          |       |       |       |       |          |
| 4 | 15-20  | 8           |       |       |       |       |          |
| 8 | 10-14  | 19          |       |       |       |       |          |
| 8 | 5-9    | 0           |       |       |       |       |          |
| 23 | 0-4    | 19          |       |       |       |       |          |

## Економіка
2010 року серед 251 особи працездатного віку (15—64 років) 205 були активними, 46 — неактивними (показник активності 81,7%, у 1999 році було 76,6%). З 205 активних мешканців працювало 189 осіб (105 чоловіків та 84 жінки), безробітними було 16 (9 чоловіків та 7 жінок). Серед 46 неактивних 12 осіб було учнями чи студентами, 16 — пенсіонерами, 18 були неактивними з інших причин.

У 2010 році в муніципалітеті числилось 153 оподатковані домогосподарства, у яких проживали 412,0 особи, медіана доходів виносила 19 540 євро на одного особоспоживача